# Шатохін Панас Захарович
Панас Захарович Шатохін (1898, село Пристень, тепер Шебекінського району Бєлгородської області, Російська Федерація — ?) — радянський діяч, 1-й секретар Успенського районного комітету КП(б)У Ворошиловградської області, 1-й секретар Долинського районного комітету КП(б)У Станіславської області. Депутат Верховної Ради УРСР 2-го скликання.

## Життєпис
Народився у бідній селянській родині. Трудову діяльність розпочав наймитом у заможних селян, потім працював теслярем-кріпильником на шахтах Донбасу.
У 1919—1920 роках — у Червоній армії, учасник громадянської війни в Росії. Воював проти військ білогвардійського генерала Денікіна та барона Врангеля.
Потім працював на шахтах. З 1930 року — голова шахтного комітету шахти «Сталінський забій» на Донбасі.
Член ВКП(б) з 1930 року.
Закінчив вечірній гірничий робітничий факультет, спеціальні гірничі курси і вечірній комуністичний університет (комвуз).
На 1939 рік — завідувач шахти № 10 тресту «Донбасантрацит» комбінату «Сталінвугілля».
Під час німецько-радянської війни працював 2-м секретарем Іванівського районного комітету КП(б)У Ворошиловградської області, керував будівництвом важливого оборонного об'єкту в зоні дій Південно-Західного фронту. З 1942 року керував окремою групою та виконував обов'язки секретаря партійної організації при Українському штабі партизанського руху.
У 1943—1944 роках — 1-й секретар Успенського районного комітету КП(б)У Ворошиловградської області.
У 1944 — лютому 1945 року — голова виконавчого комітету Станіславської (тепер — Івано-Франківської) міської ради депутатів трудящих Станіславської області.
У 1945 — після 1948 року — 1-й секретар Долинського районного комітету КП(б)У Станіславської області.
На 1951 рік — директор Кременчуцького деревообробного комбінату Полтавської області.

## Звання
- старший політрук

## Нагороди
- орден Леніна (23.01.1948)
- два ордени Червоної Зірки (23.07.1943,)
- ордени
- медаль «За трудову відзнаку» (17.02.1939)
- медалі